# I liga urugwajska w piłce nożnej (1906)
- Mistrz Urugwaju 1906: Montevideo Wanderers
- Wicemistrz Urugwaju 1906:  CURCC Montevideo
- Spadek do drugiej ligi: nikt nie spadł
- Awans z drugiej ligi: River Plate FC Montevideo

Mistrzostwa Urugwaju w roku 1906 były mistrzostwami rozgrywanymi według systemu, w którym wszystkie kluby rozgrywały ze sobą mecze każdy z każdym u siebie i na wyjeździe, a o tytule mistrza i dalszej kolejności decydowała końcowa tabela. Ponieważ z ligi nikt nie spadł i jednocześnie awansował jeden klub, liga zwiększyła się z 6 do 7 drużyn.

## Primera División

### Końcowa tabela sezonu 1906
| Poz | Klub                        | Mecze | Zw | Rem | Por | Pkt | BrZd | BrStr |
| --- | --------------------------- | ----- | -- | --- | --- | --- | ---- | ----- |
| 1   | Montevideo Wanderers        | 10    | 9  | 1   | 0   | 19  | 17   | 3     |
| 2   | CURCC Montevideo            | 10    | 7  | 0   | 3   | 14  | 18   | 8     |
| 3   | Club Nacional de Football   | 10    | 7  | 0   | 3   | 14  | 17   | 8     |
| 4   | Teutonia Montevideo         | 10    | 4  | 1   | 5   | 9   | 20   | 22    |
| 5   | Intrépido Montevideo        | 10    | 2  | 0   | 8   | 4   | 1    | 24    |
| 6   | Club Nacional de Football B | 10    | 0  | 0   | 10  | 0   | 2    | 10    |